# Lista över UN-nummer 1201 till 1300
Det här är en lista över UN-nummer 1201 till 1300.

## UN 1201 till 1300[1]
| UN-nummer | Klass | Namn |
| --------- | ----- | --- |
| UN 1201   | 3     | Finkelolja |
| UN 1202   | 3     | Dieselolja eller eldningsolja, lätt eller gasolja |
| UN 1203   | 3     | Bensin |
| UN 1204   | 3     | Nitroglycerin, lösning i alkohol, med högst 1 % nitroglycerin. |
| UN 1206   | 3     | Heptaner |
| UN 1207   | 3     | Hexaldehyd |
| UN 1208   | 3     | Hexaner |
| UN 1210   | 3     | Tryckfärg, brandfarlig eller tryckfärgsrelaterat material |
| UN 1212   | 3     | Isobutanol (isobutylalkohol) |
| UN 1213   | 3     | Isobutylacetat |
| UN 1214   | 3     | Isobutylamin |
| UN 1216   | 3     | Isooktener |
| UN 1218   | 2     | Isopren, stabiliserad |
| UN 1219   | 3     | Isopropanol (isopropylalkohol) |
| UN 1220   | 3     | Isopropylacetat |
| UN 1221   | 3     | Isopropylamin |
| UN 1222   | 3     | Isopropylnitrat |
| UN 1223   | 3     | Fotogen |
| UN 1224   | 3     | Ketoner, flytande, n.o.s. |
| UN 1228   | 3     | Merkaptaner, flytande, brandfarliga, giftiga, n.o.s. eller merkaptanblandningar, flytande, brandfarliga, giftiga n.o.s.                                                                          |
| UN 1229   | 3     | Mesityloxid |
| UN 1230   | 3     | Metanol |
| UN 1231   | 3     | Metylacetat |
| UN 1233   | 3     | Metylamylacetat |
| UN 1234   | 3     | Metylal |
| UN 1235   | 3     | Metylamin, vattenlösning |
| UN 1237   | 3     | Metylbutyrat |
| UN 1238   | 6.1   | Metylklorformiat |
| UN 1239   | 6.1   | Klordimetyleter |
| UN 1242   | 4.3   | Metyldiklorsilan |
| UN 1243   | 3     | Metylformiat |
| UN 1244   | 6.1   | Metylhydrazin |
| UN 1245   | 3     | Metylisobutylketon |
| UN 1246   | 3     | Metylisopropenylketon, stabiliserad |
| UN 1247   | 3     | Metylmetakrylat, monomer, stabiliserad |
| UN 1248   | 3     | Metylpropionat |
| UN 1249   | 3     | Metylpropylketon |
| UN 1250   | 3     | Metyltriklorsilan |
| UN 1251   | 6.1   | Metylvinylketon, stabiliserad |
| UN 1259   | 6.1   | Nickelkarbonyl |
| UN 1261   | 3     | Nitrometan |
| UN 1262   | 3     | Oktaner |
| UN 1263   | 3     | Färg (inklusive färg, lack, emaljlack, bets, shellack, fernissa, polermedel, flytande spackel och flytande lackgrund) eller färgrelaterat material (inklusive färgförtunning och -lösningsmedel) |
| UN 1264   | 3     | Paraldehyd |
| UN 1265   | 3     | Pentaner, flytande |
| UN 1266   | 3     | Parfymprodukter, med brandfarligt lösningsmedel |
| UN 1267   | 3     | Råolja |
| UN 1268   | 3     | Petroleumdestillat, n.o.s. eller petroleumprodukter, n.o.s. |
| UN 1272   | 3     | Pine oil |
| UN 1274   | 3     | n-Propanol (Propylalkohol, normal) |
| UN 1275   | 3     | Propionaldehyd |
| UN 1276   | 3     | n-Propylacetat |
| UN 1277   | 3     | Propylamin |
| UN 1278   | 3     | 1-Klorpropan (propylklorid) |
| UN 1279   | 3     | 1,2-Diklorpropan |
| UN 1280   | 3     | Propylenoxid |
| UN 1281   | 3     | Propylformiater |
| UN 1282   | 3     | Pyridin |
| UN 1286   | 3     | Hartsolja |
| UN 1287   | 3     | Gummilösning |
| UN 1288   | 3     | Skifferolja |
| UN 1289   | 3     | Natriummetylat, lösning i alkohol |
| UN 1292   | 3     | Tetraetylsilikat |
| UN 1293   | 3     | Tinkturer, medicinska |
| UN 1294   | 3     | Toluen |
| UN 1295   | 4.3   | Triklorsilan |
| UN 1296   | 3     | Trietylamin |
| UN 1297   | 3     | Trimetylamin, vattenlösning, med högst 50 viktprocent trimetylamin |
| UN 1298   | 3     | Trimetylklorsilan |
| UN 1299   | 3     | Terpentin |
| UN 1300   | 3     | Terpentinersättning, lacknafta |